# Convoi no 6 du 29 août 1942
Le convoi du 29 août 1942 fut le sixième convoi de déportation à quitter le territoire belge en direction d'Auschwitz-Birkenau. Le train fera une halte en gare de Kosel où certains parmi les hommes les plus vaillants descendirent pour être affecté au travail obligatoire. Environ 200 personnes ont ainsi été sélectionnées à Kosel.
Le convoi VI comportait 1000 déportés (415 hommes et 585 femmes) dont 176 enfants de moins de seize ans.
Parmi les déportés figuraient Natan Ramet et son papa, Judka Ramet. Ils furent tous deux choisis à Kosel comme "aptes au travail". Le papa meurt à Trzebinia, le 29 décembre 1942 après avoir fait 4 camps. Natan, son fils, en fera onze et survivra à plusieurs marches de la mort. Natan sera libéré par les américains le 2 mai 1945. À partir de 1990, Il sera l'un des témoins les plus actifs de la Shoah se faisant un devoir de témoigner auprès des jeunes.
Seules 39 personnes sont immatriculées à Auschwitz à l'arrivée du convoi ; 34 survécurent et furent libérés en 1945.